# Pyroraptor
A Pyroraptor (jelentése 'tűzrabló') a dromaeosaurida dinoszauruszok egyik neme, amely a késő kréta korban élt Franciaország területén. Egyetlen példány alapján ismert.

## Felfedezés
A Pyroraptor dromaeosauridaként kis, madárszerű húsevő theropoda volt, melynek mindkét hátsó lába második lábujján egy-egy hasításra szolgáló, megnagyobbodott,  6,5 centiméter hosszúságú görbe karom helyezkedett el. Az 1992-ben, a dél-franciaországi Provence tartományban felfedezett, csupán néhány csont révén ismert egyetlen példánynak Ronan Allain és Philippe Taquet 2000-ben a Pyroraptor olympius nevet adta. A teljes név, melynek jelentése 'olimpiai tűzrabló' arra utal, hogy a maradványokat egy erdőtűz után találták meg.
A típuspéldányhoz az egyedi lábkarmok mellett, fogak, karcsontok és csigolyák tartoznak. Az állat a késő kréta kor késő campaniai–kora maastrichti alkorszakai idején, körülbelül 70,6 millió évvel ezelőtt élt.

## Popkulturális hatás
- A Pyroraptor látható a Discovery Channel által készített Dinoszauruszok bolygója című sorozat egyik részében, melyben egy „Pod” nevű példányt egy nagyobb vihar egy törpe dinoszauruszok által benépesített szigetre sodor.

## Fordítás
- Ez a szócikk részben vagy egészben a Pyroraptor című angol Wikipédia-szócikk ezen változatának fordításán alapul.  Az eredeti cikk szerkesztőit annak laptörténete sorolja fel. Ez a jelzés csupán a megfogalmazás eredetét és a szerzői jogokat jelzi, nem szolgál a cikkben szereplő információk forrásmegjelöléseként.